# Журик Сергій
Сергій Журик (рум. Serghei Juric, нар. 3 березня 1984, Кишинів) — молдовський футболіст, воротар клубу «Шериф».
Виступав, зокрема, за клуби «Тирасполь» та «Шериф».
Дворазовий чемпіон Молдови. Володар Суперкубка Молдови. Володар Кубка Молдови.

## Ігрова кар'єра
У дорослому футболі дебютував 2006 року виступами за команду клубу «Тирасполь», в якій провів п'ять сезонів, взявши участь у 70 матчах чемпіонату. 
Згодом з 2011 по 2014 рік грав у складі команд клубів «Іскра-Сталь» та «Веріс».
Своєю грою за останню команду привернув увагу представників тренерського штабу клубу «Шериф», до складу якого приєднався 2014 року. Відіграв за тираспольський клуб наступний сезон своєї ігрової кар'єри.
Протягом 2015 року захищав кольори команди клубу «Заря» (Бєльці).
До складу клубу «Шериф» приєднався 2016 року. Відтоді встиг відіграти за тираспольський клуб 5 матчів в національному чемпіонаті.
У сезоні Чемпіонату Молдови 2016—2017 суттєво допоміг команді виграти чемпіонство у золотому матчі проти кишинівської «Дачії». Після завершення основного часу з рахунком 1-1 у серії післяматчевих пенальті Сергій Журик не пропустив жодного м'яча і у підсумку команда «Шериф» здобула перемогу за 11-метровими ударами 3-0.

## Титули і досягнення
- Чемпіон Молдови (2):

«Шериф»: 2015-2016, 2016-2017
- Володар Суперкубка Молдови (2):

«Шериф»: 2015, 2016
- Володар Кубка Молдови (1):

«Шериф»: 2016-2017